# St. George (Maine)
St. George es un pueblo ubicado en el condado de Knox en el estado estadounidense de Maine. En el Censo de 2010 tenía una población de 2.591 habitantes y una densidad poblacional de 8,53 personas por km².

## Geografía
St. George se encuentra ubicado en las coordenadas 43°54′32″N 69°14′00″O / 43.90889, -69.23333. Según la Oficina del Censo de los Estados Unidos, St. George tiene una superficie total de 303.67 km², de la cual 64.79 km² corresponden a tierra firme y (78.66%) 238.87 km² es agua.

## Demografía
Según el censo de 2010, había 2.591 personas residiendo en St. George. La densidad de población era de 8,53 hab./km². De los 2.591 habitantes, St. George estaba compuesto por el 98.8% blancos, el 0.19% eran afroamericanos, el 0% eran amerindios, el 0.12% eran asiáticos, el 0% eran isleños del Pacífico, el 0.04% eran de otras razas y el 0.85% pertenecían a dos o más razas. Del total de la población el 0.5% eran hispanos o latinos de cualquier raza.